# North Druid Hills
North Druid Hills – jednostka osadnicza w Stanach Zjednoczonych, w stanie Georgia, w hrabstwie DeKalb. 3,2% osób deklaruje pochodzenie polskie.